# Black Valley
Black Valley är en EP av Kristofer Åström, utgiven 2005.

## Låtlista
Alla låtar är skrivna av Kristofer Åström.
1. "So Much for Staying Alive" – 3:59
2. "Black Valley Theme" – 2:40
3. "Finally Home" – 4:11
4. "The Blackest Pond" – 2:18

## Personal
- Henrik Jonsson - mastering
- Kristofer Åström - gitarr, sång, inspelning, producent, mixning

### Fotnoter
1. 1 2  ”Black Valley”. Discogs.com. http://www.discogs.com/Kristofer-%C3%85str%C3%B6m-Black-Valley/release/2970250. Läst 12 maj 2012.